# Yoel García
Yoel García Luis (* 25. November 1973 in Nueva Gerona) ist ein ehemaliger kubanischer Dreispringer.
Seine größten Erfolge waren die Goldmedaille bei den Leichtathletik-Hallenweltmeisterschaften 1997 in Paris, die Silbermedaille bei den Olympischen Spielen 2000 in Sydney sowie die Bronzemedaille bei den Panamerikanischen Spielen 1995 in Mar del Plata.
Daneben belegte er bei den Leichtathletik-Weltmeisterschaften 1995 in Göteborg den fünften und 2001 in Edmonton den vierten Platz. 1997 in Athen und 1999 in Sevilla verpasste er jeweils das Finale, ebenso bei den Olympischen Spielen 1996 in Atlanta.
1999 wurde er zum einzigen Mal in seiner Karriere kubanischer Meister im Dreisprung.
Yoel García hatte bei einer Körpergröße von 1,82 m ein Wettkampfgewicht von 83 kg.

## Bestleistungen
- Dreisprung (Freiluft): 17,47 m, 9. Juli 1995, Bad Cannstatt
- Dreisprung (Halle): 17,62 m, 1. März 1997, Sindelfingen